# Música moderna (álbum de Radio Futura)
Música moderna es el primer álbum de estudio publicado por el grupo musical español Radio Futura en 1980. Publicado por Hispavox, el disco  supone el debut discográfico de la banda. Aunque en su momento se consideró previo a ésta y enmarcado en la corriente conocida como Nueva Ola, actualmente se considera uno de los discos más conocidos del movimiento social y cultural que se denominó Movida madrileña.
Por aquel entonces Radio Futura estaba compuesta por Herminio Molero (compositor y sintetizadores), Javier Pérez-Grueso (percusión electrónica, voz) y el trío nuclear a partir del que la banda se reorganizaría tras el disco y el abandono tras este de Molero y Pérez Grueso: los hermanos Santiago (voz, guitarra) y Luis (bajo) Auserón, junto a Enrique Sierra (guitarra solista).

## Antecedentes
Por la época, Radio Futura acaba de conformarse tras la disolución de la Orquesta Futurama, proyecto de Molero al que pertenecían, entre otros, todos los miembros del grupo. Disuelto el grupo, de efímera vida y que desaparecería el mismo año de su nacimiento, 1979, sin dejar grabación alguna. En octubre de ese año Radio Futura da su primer concierto en el Ateneo de Madrid. La repercusión de sus primeras actuaciones y los contactos de Molero con el mundo de la producción acabarán dando su fruto: la cinta que Helenio Herrero (un amigo suyo productor independiente) lleva a Hispavox acaba con la firma de su primer contrato discográfico.

## Repertorio, grabación y lanzamiento
Música moderna consta de diez temas, siete compuestos por Molero, uno por Santiago Auserón, otro por Enrique Sierra y una versión de un tema de T-Rex («Divina (Los Bailes de Marte)», versión de «Ballrooms of Mars» de Marc Bolan para los T-Rex cuya letra reescribe Santiago Auserón pensando en Alaska, una de las divas de la Movida). Sin embargo, se decide que todos los temas vayan firmados por todos los componentes del grupo. Se graba en los estudios que la productora  Hispavox tiene en Madrid, entre el 10 de noviembre de 1979 y el 20 de marzo de 1980. Hay una colaboración más, de Carlos García Berlanga, autor de «Ivonne», una canción que los Pegamoides tocaban en directo con otro título, «Rendibú en el hipódromo».
El disco supone un estallido en los medios y tiene un éxito inesperado fuera de los ambientes especializados. El primer sencillo es «Enamorado de la moda juvenil» (con «Ivonne» en la cara B), compuestas ambas por Molero, y pronto alcanza el primer puesto de las listas de ventas. A principios de verano «Divina» e «Interferencias» se lanzan como segundo sencillo (la segunda no estaba incluida en el disco).
Si en un principio Radio Futura agradecía el fuerte apoyo económico recibido para la promoción del disco (que sin embargo resultó inapropiado, puesto que no obtuvo buenos resultados económicos). el comportamiento de la productora iría produciendo importantes rencillas con el grupo hasta provocar finalmente la ruptura años después. De hecho la estrategia de comercialización dirigida a convertir al grupo en un fenómeno de "fanes", inédita entre grupos que por su estilo en principio estarían alejados de los circuitos mainstream, hizo incluso que el grupo fuese criticado con el argumento de ser un "montaje" de la industria musical, un "producto estandarizado y programado por la maquinaria discográfica".
Llega a editarse un disco homónimo, que sin permiso del grupo incluye «Enamorado...» y «Divina» junto a otros artistas que elige Hispavox (Leiff Garett, Pedro Marín, Chan y Chevy o Mabel, banda de Mike Tramp, que formaría posteriormente White Lion). Algunos de los componentes del grupo se muestran también muy contrarios a la producción del propio disco, que habría "deformado" las canciones para darle una pátina más comercial.
Ese verano giran por todo el país, y el disco se edita en Europa e Hispanoamérica.
Del álbum se lanzan dos sencillos: «Enamorado de la moda juvenil», con «Ivonne» en la cara B, y «Divina», lanzado junto a «Interferencias».

## Influencias y repercusión. Renuncia de la banda al disco
Música Moderna es un caso particular en la discografía de Radio Futura. Supone la eclosión del grupo y la apertura de la música popular española a algunas corrientes internacionales (influencias de The Clash, particularmente de su London Calling, T-Rex, Bowie o Talking Heads) con poco recorrido hasta ese momento. Además, su moderado éxito comercial facilitaría el camino a otros grupos con esas inquietudes. Por otro lado, el hecho de ser una creación en su mayor parte de Molero y los disgustos con la producción llevarían posteriormente a Radio Futura a renegar de ese disco, cuyas canciones nunca han vuelto a ser remezcladas ni incluidas en recopilatorios controlados por la banda, pese a estar firmadas como autores por todos los componentes del grupo. Ni siquiera se han vuelto a tocar en directo, y el propio disco no aparece en discografías controladas por la banda.

Santiago Auserón: Aquello fue un producto tan manipulado desde el punto de vista de la producción y de la comercialización, que no nos reconocemos en él. Somos conscientes de que a gente que le gusta Radio Futura, aquello le hace gracia como objeto cultural histórico. A nosotros nos gusta también. Nos divertíamos con esa actitud ambigua y semiperversa, diciendo: vamos a tocar en plan punki este pasodoble de Herminio Molero que era «Enamorado de la moda juvenil». Pero tanta ambigüedad era extrema: atrae mucho desde el punto de vista del interés publicitario, pero compromete poco con un proceso de creación durable. 

Luis Auserón: En aquella época éramos colaboradores: la línea la marcaba Herminio. Nosotros nos podemos sentir responsables a partir del single de «La estatua del jardín botánico».
Entrevista en El País de las Tentaciones, 3/7/1998.

Pérez Grueso deja el grupo en diciembre. Más traumática sería la salida de Molero en febrero de 1981, por su condición de alma mater de la primera encarnación de Radio Futura. De hecho, el asunto de la ruptura acabó llegando a los tribunales por la propiedad del nombre del grupo, que Molero había registrado a su nombre. Sin embargo, el juez falló en su contra:

El juez falló en mi contra, dice, con el argumento de que Santiago estaba más centrado en la música, que yo era más disperso. El músico (en concreto) frente al artista (en general) [...] El juez llegó a pedirle que se definiera: ¿pintor, músico, actor? Misión imposible.

En todo caso, «Enamorado de la moda juvenil» fue incluida por Rolling Stone en el puesto 63 de las 200 mejores canciones del pop español.

## Lista de canciones
Todas las canciones escritas y compuestas por Sierra/Molero/Pérez-Grueso/L.Auserón/S.Auserón (aunque la mayoría de los temas son de Molero, todos están acreditados así), excepto donde se indique. 
| Cara A |                                                                                                |          |  |
| N.º    | Título                                                                                         | Duración |  |
| 1.     | «Enamorado de la moda juvenil»                                                                 | 3:37     |  |
| 2.     | «Ivonne (rendez-vous)» (Carlos García Berlanga/Sierra/Molero/Pérez-Grueso/L.Auserón/S.Auserón) | 3:12     |  |
| 3.     | «Cinco semanas en globo»                                                                       | 2:09     |  |
| 4.     | «Zombi»                                                                                        | 3:17     |  |
| 5.     | «Jarama»                                                                                       | 2:35     |  |

| Cara B |                                                                  |          |  |
| N.º    | Título                                                           | Duración |  |
| 6.     | «Divina (los Bailes de Marte)/ 'Ballrooms Of Mars'» (Marc Bolan) | 2:40     |  |
| 7.     | «Regreso a las minas del Rey Salomón»                            | 3:21     |  |
| 8.     | «Muchachita»                                                     | 2:15     |  |
| 9.     | «Trepidación»                                                    | 2:07     |  |
| 10.    | «La máquina»                                                     | 4:12     |  |